# Heinrich Karl Ebell
Heinrich Karl Ebell (Neuruppin, 30 de desembre del 1775 - Oppeln, 12 de març del 1824) fou un compositor i jurista alemany. Va estudiar dret a la Universitat de Halle del Saale i música al seu temps lliure.
De 1801 a 1802 fou director del teatre de la música de Breslau, aleshores dins de l'imperi Alemany, avui a Polònia (Wrocław). Després d'un debut prometedor, es van sorgir conflictes, va abandonar la gestió del teatre i optar per a una funció administrativa. El 1807 va ser anomenament a la ciutat d'Oppeln, primer com a secretari i el 1816 com a conseller del govern, va continuar cultivant la música i la composició. Estrenà les òperes Der Nachtwächter i Anacreón; l'oratori L'Immortalité; la música per la tragèdia Lanassa; diverses cantates, simfonies, quartets, cors i d'altres moltes obres que romanen manuscrites. Va morir jove el 1824, de les conseqüències d'una fractura de la gamba malcurada, sobrevinguda el 1813.

## Obres
- «Catàleg de les seves obres musicals publicades».  Deutsche Digitale Bibliothek. Arxivat de l'original el 2016-03-03. [Consulta: 21 maig 2015].